# Julius Mosen
Julius Mosen, nato Julius Moses (Marieney, 8 luglio 1803 – Oldenburg, 10 ottobre 1867), è stato un poeta, scrittore e drammaturgo tedesco, associato al movimento della Giovane Germania, e oggi ricordato soprattutto come l'autore del testo di Das Andreas-Hofer-Lied, poema patriottico tirolese.

## Biografia
Nacque in una famiglia di origine ebraica da Johannes Gottlob Mosè, cantore e maestro della scuola di Marieney, in Sassonia. Frequentò il Ginnasio a Plauen dal 1817 al 1822, e successivamente studiò giurisprudenza all'Università di Jena.
Viaggiò a lungo soggiornando due anni in Italia, dove trasse l'ispirazione che lo avrebbe condotto anni dopo alla stesura delle sue opere maggiori (Il canto del cavalier Wahn, nata dallo spunto di una leggenda popolare italiana, Cola di Rienzo, Il Congresso di Verona).
Al suo ritorno concluse gli studi di legge a Lipsia, dove iniziò a lavorare come avvocato. Dal 1835 al 1844 si trasferì a Dresda: qui frequentò, in qualità di massone appartenente alla loggia Tre Spade, alcuni illustri personaggi dell'epoca, tra cui Ludwig Tieck, Ludwig Uhland, Georg Herwegh, Richard Wagner e Gottfried Semper. Lui stesso venne presto annoverato tra i più noti poeti tedeschi, per i talenti letterari emersi nel Cavalier Wahn (1831), seguito dal più filosofico Asvero (1838), e da un volume di Poesie (1836, riedite nel 1843), contraddistinte da una forte vitalità e sensibilità popolare.
Compose inoltre in questo periodo i suoi drammi storici di ambientazione medievale, eseguiti al teatro di corte di Dresda (Dresdner Hofbühne), che gli valsero la laurea honoris causa in Filosofia da parte dell'Università di Jena: Enrico l'Uccellatore Re dei Tedeschi (Lipsia, 1836); Cola di Rienzo; Le spose di Firenze; L'imperatore Ottone III. 
Nel 1844 accettò la nomina a drammaturgo di corte presso il Teatro di Oldenburg, con l'intento di mettervi in pratica l'ideale di un teatro nazionale tedesco. Nello stesso anno il suo nome di famiglia venne cambiato da "Mosè" a "Mosen" con decreto ministeriale di Dresda. Nel 1846 fu colpito da una paralisi a seguito di una malattia reumatica; costretto a letto per il resto della sua vita, morì dopo più di vent'anni a Oldenburg, dove fu sepolto nel cimitero di Santa Gertrude (Gertrudenfriedhof).
Risalgono a quest'ultimo periodo le tragedie Bernardo di Weimar (1855), Il figlio del principe (1858) e una raccolta autobiografica di Memorie.

## Fortuna

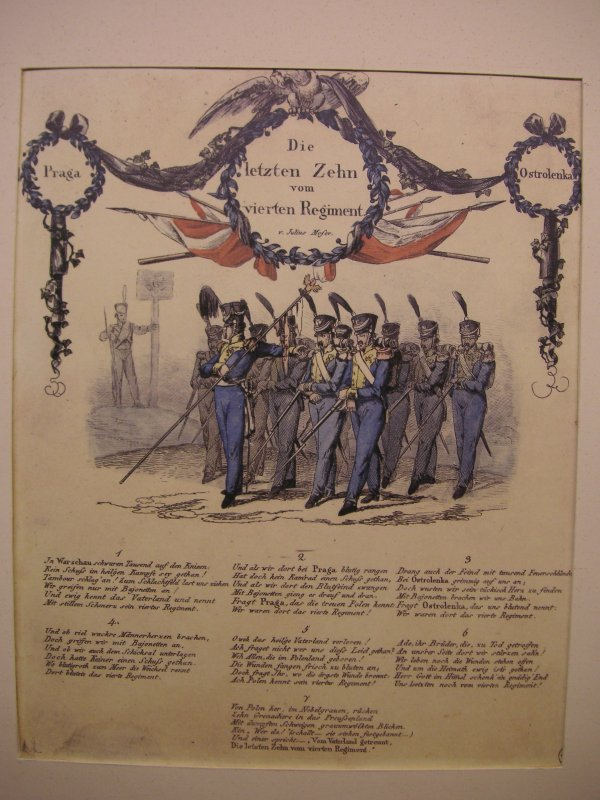
Un'incisione su acciaio ispirata alla poesia Die letzten Zehn di Mosen.

Il suo poema più celebre è il testo di Das Andreas-Hofer-Lied, ovvero Il Canto di Andreas Hofer, ballata che racconta le gesta dell'eroe tirolese Andreas Hofer, oggi ufficialmente inno del Land Tirolo; il brano, anche noto come Zu Mantua in Banden, ovvero A Mantova in catene, appartiene alla raccolta di poesie Gedichte.
Tra queste vi è anche il poemetto Der Nussbaum (La noce) che fu usato dal musicista Robert Schumann come testo per un suo Lied.
L'esoterista austriaco Rudolf Steiner vide risorgere nella poetica di Mosen il contenuto immaginifico delle favole medievali.
Nella produzione di Mosen, significative sono anche le novelle Bilder im Moose (Immagini di Mose).

## Opere
- Lied vom Ritter Wahn, poema epico, 1831
- Gedichte, poesie, 1836
- Heinrich der Finkler, König der Deutschen, dramma in cinque atti, 1835
- Ahasvar, poema epico, 1838
- Der Kongreß von Verona, romanzo, 1842
- Cola Rienzi, tragedia, 1842
- Kaiser Otto III, tragedia, 1842
- Die Bräute von Florenz, tragedia, 1842
- Die Dresdener Gemälde-Galerie, 1844
- Bilder im Moose, collezione di novelle, 2 voll., 1846
- Bernhard von Weimar, tragedia, 1855
- Der Sohn des Fürsten, tragedia, 1858
- Erinnerungen, autobiografia postuma, 1893